# نشيد أنغولا الوطني
إلى الأمام أنغولا! (بالبرتغالية: Angola Avante‏) هو النشيد الوطني لجمهورية أنغولا. لحنه روي ألبرتو فييرا دياس مينغاس وكتب كلماته مانويل روي ألفيس مونتيرو. وتم اعتماده كنشيد وطني في نوفمبر عام 1975، عندما حصلت البلاد على استقلالها من البرتغال. تحيل كلمات النشيد على العديد من الأحداث الرئيسية لأشخاص من حزب الحركة الشعبية لتحرير أنغولا الذي حكم البلاد منذ استقلالها، وكان الحزب الوحيد في أنغولا حتى عام 1992.

## الكلمات
| يا وطن، لن ننسى أبدا أبطال الرابع من فبراير. يا وطن، نحن نحيي ابناءك الذين ماتوا من أجل استقلالنا. نحن نكرم الماضي وتاريخنا، وبعملنا نبني الإنسان الجديد، نحن نكرم الماضي وتاريخنا، وبعملنا نبني الإنسان الجديد، لازمة (2x) إلى الأمام، أنغولا! ثورة بسلطة الشعب! بلد موحد، حر! شعب واحد، أمة واحدة! لنرفع أصواتنا حرة لمجد شعوب أفريقيا. نمشي، مقاتلين أنغول تضامنا مع الشعوب المضطهدة. سنناضل بكل فخر من أجل السلام مع كل القوى التقدمية في العالم. سنناضل بكل فخر من أجل السلام مع كل القوى التقدمية في العالم. | Ó Pátria, nunca mais esqueceremos Os heróis do quatro de Fevereiro. Ó Pátria, nós saudamos os teus filhos Tombados pela nossa Independência. Honramos o passado e a nossa História, Construindo no Trabalho o Homem novo, Honramos o passado e a nossa História, Construindo no Trabalho o Homem novo, Coro: (2×) Angola, avant! Revolução, pelo Poder Popular ! Pátria Unida, Liberdade, Um só povo, uma só Nação ! Levantemos nossas vozes libertadas Para glória dos povos africanos. Marchemos, combatentes angolanos, Solidários com os povos oprimidos. Orgulhosos lutaremos pela Paz Com as forças progressistas do mundo. Orgulhosos lutaremos pela Paz Com as forças progressistas do mundo. |